# オットー・フォン・パック
オットー・フォン・パック（ドイツ語: Otto von Pack、1480年頃 - 1537年2月8日）は、神聖ローマ帝国の陰謀家。

## 生涯
1480年頃に生まれ、ライプツィヒ大学で学んだ。ザクセン公ゲオルク（在位：1500年 - 1539年）のもとで職を得たが、不誠実な挙動によりそれを失った。1528年、ブレスラウでフェルディナント大公やドイツ諸侯がハンガリー王国を征服した後に帝国のプロテスタント諸侯を攻撃する計画が合意されたとヘッセン方伯フィリップ1世に教え、条約のコピーをフィリップ1世に示した。協同行動を起こすべく、フィリップ1世はパックをハンガリー対立王サポヤイ・ヤーノシュのもとに派遣したが、ザクセン公ゲオルクがフェルディナント大公派の諸侯にその目的を確かめるよう助言し、パックの告白が全くのでたらめであることと、条約のコピーとされた文書が偽物であることが判明した。ただし、フィリップ1世は騙されたか、パックとグルだったかについては異論がある。
パックは逃亡生活に入り、最終的にはハプスブルク領ネーデルラントに到着したが、ゲオルクの命令で逮捕された。拷問の結果、パックは罪を認め、ネーデルラント政府は死刑を宣告、1537年2月8日にそれを執行した。

## 関連図書
- Walter Friedensburg (1887). "Pack, Otto von". Allgemeine Deutsche Biographie (ドイツ語). Vol. 25. Leipzig: Duncker & Humblot. pp. 60–62.
- Gabriele Haug-Moritz: Pack, Otto von. In: Neue Deutsche Biographie (NDB). Band 19, Duncker & Humblot, Berlin 1999, ISBN 3-428-00200-8, S. 751 f. (電子テキスト版).